# Drets del col·lectiu LGBT a Guinea Bissau

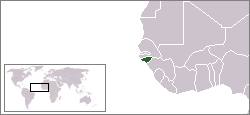
Mapa de Guinea Bissau

Aquest és un article sobre els drets del col·lectiu LGBT a Guinea Bissau. Les persones lesbianes, gais, bisexuals i transsexuals a Guinea Bissau poden fer front als reptes legals que no experimenten els residents no LGBT. L'activitat sexual amb persones del mateix sexe és legal a Guinea Bissau, però les parelles del mateix sexe i les famílies formades per parelles del mateix sexe no gaudeixen de les mateixes proteccions legals disponibles per a les parelles de diferent sexe.

## Lleis relacionades amb l'activitat sexual entre persones del mateix sexe
Des de 1993 les relacions sexuals entre persones del mateix sexe són legals a Guinea Bissau.
El desembre de 2008 Guinea Bissau es va convertir en un dels 66 països que va signar la Declaració de les Nacions Unides sobre Drets Humans, Orientació Sexual i Identitat de Gènere, que dona suport a la despenalització de l'homosexualitat i la identitat transgènere.

## El reconeixement de les relacions del mateix sexe
L'Informe sobre Drets Humans de 2011 elaborat pel Departament d'Estat dels Estats Units va considerar que «la llei (en 2011) només reconeixia que les parelles casades heterosexuals casades tenien dret a l'habitatge governamental més gran».

## L'adopció de nens
D'acord amb un lloc web del govern francès, les persones solteres i casades tenen dret a adoptar nens. La pàgina web no especifica si les persones LGBT en són desqualificades.

## Condicions de vida
Dels 19 països africans enquestats el 2010, Guinea Bissau va ser un dels més tolerants amb el comportament homosexual. El 9 % a Guinea Bissau va dir que el comportament homosexual era moralment acceptable, i un 15 % va dir que no ho era.
L'Informe sobre Drets Humans de 2012 elaborat pel Departament d'Estat dels Estats Units va considerar que:

No hi ha lleis que penalitzin l'orientació sexual. Les lleis contra la discriminació no s'apliquen a lesbianes, gais, bisexuals i persones transgènere. No s'ha informat de cap incident violent o altres abusos contra els drets humans adreçats als individus en funció de la seva orientació o identitat sexual. No hi ha haver discriminació oficial basada en la identitat de gènere o d'orientació sexual a la feina o l'accés a l'educació i l'atenció sanitària. No obstant això, d'acord amb les directrius del Govern per a subsidis d'habitatge dels funcionaris públics, només les parelles heterosexuals casades tenien dret a un habitatge de mida familiar, mentre que les parelles del mateix sexe van rebre l'adjudicació d'habitatges individuals. Els tabús socials contra l'homosexualitat de vegades restringeixen la llibertat d'expressar la seva orientació sexual, però la societat és relativament tolerant amb les persones del mateix sexe, segons un estudi realitzat en 2010 pel Pew Research Center.

## Taula resum
| Activitat sexual legal amb el mateix sexe                     | (Des de 1993)                                  |
| Mateixa edat de consentiment                                  | (Des de 1993)                                  |
| Lleis antidiscriminació a la feina                            | No                                             |
| Lleis antidiscriminació en el discurs de l'odi i la violència | No                                             |
| Lleis antidiscriminació en la prestació de béns i serveis     | No                                             |
| Matrimoni del mateix sexe                                     | No                                             |
| Reconeixement de les parelles del mateix sexe                 | No                                             |
| Adopció de fillastres per parelles del mateix sexe            | No                                             |
| Adopció conjunta per parelles del mateix sexe                 | No                                             |
| Prestació de servei militar per gais i lesbianes              | Es permeten persones LGB, però no transgènere. |
| Dret legal a canviar de gènere                                | [ 7 ]                                          |
| Accés a la fecundació in vitro per lesbianes                  | No                                             |
| Subrogació comercial per a parelles d'homes homosexuals       | No                                             |
| Permís per donar sang als HSH                                 | [ 7 ]                                          |
| Prohibició de les teràpies de conversió                       | [ 7 ]                                          |